# Charles Renouvier
Charles Bernard Renouvier, född den 1 januari 1815 i Montpellier, död den 1 september 1903 i Prades, departementet Pyrénées-orientales, var en fransk filosof. 

## Biografi
Renouvier härstammade från en liberal och demokratisk familj. Hans far deltog som deputerad i oppositionen mot juliförordningarna 1830, och hans bror Jules Renouvier var först saint-simonist, trots att han 1831 bröt med Enfantin, och tillhörde efter 1848 nationalförsamlingen, där han bekämpade Louis Napoléons styrelse. Sannolikt var det under broderns inflytande, som även Renouvier som ung slöt sig till saint-simonismen och under skoltimmarna läste tidningen Le Globe. Han studerade École polytechnique 1834–1836 och bedrev matematiska studier, som sedan påverkade hans filosofiska åsikter. 
Renouvier tog intryck av René Descartes Principia philosophiae samt Spinozas, Leibniz och Malebranches viktigaste arbeten. På några månader skrev han en prisskrift över den cartesianska filosofin, men erhöll av Académie des sciences morales et politiques endast ett hedersomnämnande. I omarbetad och betydligt utvidgad form utgav han denna avhandling under titeln Manuel de philosophie moderne (1842), som snart åtföljdes av Manuel de philosophie ancienne (2 band, 1844). Kort därefter skrev han den artikel om filosofin, som inflöt i Leroux och Reynauds "Encyclopédie". 
Redan i dessa sina första skrifter visade sig Renouvier påverkad av Kant. Med denne såg han en av filosofins främsta uppgifter i att upptäcka de kategorier, genom vilka vårt förstånd ger erfarenheten dess former, och erkände, att vårt vetande leder till antinomier, så snart vi vill gå utöver den sinnliga erfarenhetens gränser. De därigenom uppkomna svårigheterna sökte han lösa genom utvägen att förneka motsägelselagens giltighet och erkänna sanningen av både tes och antites, varvid han i viss mån torde varit påverkad av hegel, utan att som denne söka åstadkomma någon syntes av motsatserna. 
Med denna teoretiska ståndpunkt blev det för Renouvier nödvändigt att tillmäta en på viljans fria beslut beroende tro en avgörande betydelse för övertygelsens bildande, och det primat för det praktiska förnuftet, vartill han härigenom leddes, blev det enda, som längre fram av honom fasthölls av denna hans första filosofiska ståndpunkt. Efter 1848 års revolution utgav Renouvier en Manuel républicain de l'homme et de citoyen (1848), vilken auktoriserades av dåvarande undervisningsministern Hippolyte Carnot. Ett angrepp i nationalförsamlingen mot denna bok nödgade Carnot att avgå från sin ministerpost. 
Tillsammans med flera medarbetare utarbetade Renouvier ett förslag till Organisation communale et centrale de la république, som utkom i tio häften 1851. Efter statskuppen den 2 december ägnade han sig uteslutande under hela sitt långa liv som privatlärd åt filosofin. En tid medarbetade han i Revue philosophique et religieuse, som utgavs av Fauvety, och började där utge sitt egendomliga arbete Uchronie ou l'utopie dans l'histoire (fullbordad först 1876), som han själv karakteriserar som en "apokryfisk historisk skildring av den europeiska civilisationens utveckling, sådan den icke varit, men kunnat vara". 
Han söker däri besvara frågan: huru skulle världshistorien gestaltat sig om någon mäktig härskare i forntiden företagit någon stor reform, som han enligt teorin om viljans frihet kunnat företaga och som han enligt moralen bort företaga? Det är åt Marcus Aurelius, som han i sin fiktion uppdrager denna sociala reformatorsroll, och sedan fullföljer han de sannolika följderna därav fram till början av 1700-talet. I denna fingerade historia lyckas kristendomen ej få fast fot i Västerlandet, förrän den avstått från alla anspråk på världslig makt. 
Den övertygelse om viljans frihet, åt vilken Renouvier här gav uttryck, var en följd av det inflytande, som en av hans förra kamrater från École polytechnique, Jules Lequier, vid denna tid utövade på hans åsikter och varigenom Renouvier i det hela fördes till ett djupare förstående av Kant. Den moraliska vissheten om friheten löste nu för honom Kants två sista antinomier med förnekandet av naturlagarnas allmakt. Samtidigt fördes han genom sina matematiska studier till övertygelsen om en aktuell oändlighets omöjlighet. Ett oändligt tal är inget tal. 
Oändligheten finns som en omöjlighet för vårt tänkande att komma till en gräns i rum eller tid, inför vilken vi inte kan tänka oss något större eller något mindre. Men detta är endast något subjektivt, en potentiell oändlighet, som inte gäller den av oss oberoende verkligheten. Därmed löstes för honom också de två första antinomierna. För det vidare utförandet av hans nya filosofi tillkom, att vid samma tid hans unge vän François Thomas Pillon, som sedan blev hans hängivne medarbetare, fäste hans uppmärksamhet vid Hume, vars radikala fenomenalism han nu gjorde till sin uppgift att fullständiga genom en reformerad kantianism. 
Därmed fördes Renouvier till den "nykriticism", som gav honom hans egentliga plats i filosofins historia och som han först framställde i sina fyra Essais de critique générale (4 band, 1854–1864, 2:a upplagan i 9 band, 1875–1896) och Science de la morale (2 band, 1869). Han utgår i dessa skrifter i det stora hela från Kants ståndpunkt, som han dock på nästan alla punkter modifierar under inflytande av Hume och utpräglar till en originell egen åsikt. Han förnekar tinget i sig, antagande med Hume, att inget annat finns än fenomenen och deras lagar. 
Han upptar Kants kategoribegrepp, vars aprioriska karaktär han också fasthåller, men han modifierar alltigenom åsikterna om de enskilda kategorierna. Som "kategoriernas kategori" uppställer han relationen. Allt är enligt hans åsikt genom förhållande till annat. Därför förnekar han tillvaron av alla substanser, såväl andliga som kroppsliga. Människans själ är inget annat än en samling medvetenhetstillstånd. Och varje metafysik är omöjlig. Någon noumenvärld erkänner han inte; och då han upptar Kants praktiska postulat, inflyttar han viljans frihet, själens odödlighet och Guds existens i fenomenvärlden. 
Friheten är för övrigt för honom även ett teoretiskt postulat, ty om allt vore nödvändigt och sålunda även de falska tankarna nödvändiga, skulle ingen skillnad kunna göras mellan sant och falskt. Även principerna för våra teoretiska åsikter är föremål för vår fria viljas beslut, och den av Kant gjorda skillnaden mellan tro och vetande kan därför inte fasthållas. Själens odödlighet betyder inte någon tidlös tillvaro, utan endast en möjlig fortvaro av den lag, som vårt medvetande är för vissa fenomen. Gud fattas av Renouvier närmast på samma sätt som av Fichte, som den moraliska världsordningen. 
Om vår tro kräver personifikation av denna moraliska makt, så kan den dock inte fattas som ett absolut väsen, då alla våra kunskapsföremål måste lyda den lag, som ligger i relationens kategori. Renouviers gud är därför en relativ, ändlig gud, och han framkastar rent av som en tankemöjlighet, att det kunde finnas flera gudar. Detta utesluter dock inte, att hans livsåskådning har en avgjort religiös prägel och att han ställer sig mycket förstående till de positiva religionerna, som han tillerkänner rätten att uppställa trossatser långt utöver den filosofiska trons räckvidd, bara de inte därvid träder vårt förstånds fordringar för nära. 
Inom moralfilosofin utgår Renouvier från en individualistisk uppfattning, svarande mot förnekandet inom den teoretiska filosofin av kontinuitetens princip; han utvecklar sitt kategoriska imperativ först i de pliktbud, som den enskilda människan bör lyda till följd av kravet på hennes egen personliga utveckling. Men denna isolering av individen är möjlig endast i abstraktionen. I verkligheten är människan endast till genom relationer till annat och särskilt till medmänniskorna. Det förhållande hon bör intaga till dessa bestäms av rättvisans begrepp, som för Renouvier blir moralprincipen. 
Men av rättvisan följer rätten att skydda sig själv mot kränkningar av andra. Den ideala moralen skulle förutsätta, att alla lydde dess bud och sålunda ett tillstånd av verklig fred rådde bland människorna. Den tillämpade moralen blir därför enligt Renouvier en krigets moral, i vilken alla moralbud modifieras av rättsskyddets nödvändighet, dock alltid med den allmänna strävan att planmässigt steg för steg närma oss fredstillståndet.
Redan innan han utgav sitt arbete över moralvetenskapen, grundade Renouvier tillsammans med François Pillon årsskriften L'année philosophique (1868), vars utgivning dock efter två årgångar avbröts genom 1870–1871 års krig. Efter freden ombildades årsskriften till en tidskrift, La critique philosophique, som i början utkom varje vecka (1872–1884) och sedan månaatligen (1885–1889), och under några år fogades till tidskriften ett supplement, La critique religieuse (1878–1885). I denna tidskrift behandlade Renouvier och Pillon inte bara nästan alla filosofins problem, utan också alla dagens för Frankrike viktiga frågor, under en outtröttlig strävan att bidra till fäderneslandets upprättelse efter det nederlaget mot Tyskland. 
Några år därefter utkom Esquisse d'une classification systématique des doctrines philosophiques (2 band, 1885–1886), Victor Hugo, le poéte (1893), Philosophie analytique de l'histoire (4 band, 1896–1897), La nouvelle monadologie (i samarbete med Louis Prat, 1899), Les dilemmes de la métaphysique pure (1900), Victor Hugo, le philosophe (samma år), Histoire et solutions des problémes métaphysiques (1901) samt Le personnalisme, suivi d’une étude sur la perception externe et la force (1902). 
I dessa sina senare filosofiska skrifter röjde Renouvier ett så småningom allt starkare inflytande från Leibniz. Själv betraktade han sina ifrågavarande uttalanden endast som en konsekvent utveckling av sin nykriticism, men det är svårt att förena läran om monaderna som substanser med hans föregående radikala fenomenalism.
Renouvier utsågs 1900 till ledamot av Académie des sciences morales et politiques, som samma år tilldelat honom ett av sina vetenskapliga priser.